# 天河一号
天河一号（てんが いちごう、中国語：天河一号、英語：Tianhe-I、略称：TH-I）は、中国の国防科学技術大学(NUDT)に設置されたスーパーコンピュータの一つである。2009年11月のTOP500で世界5位とされた。2010年11月には、改良版である「天河一号A」(Tianhe-1A)が、TOP500で世界一位となった。

## 概要
天河一号(TH-I)は、中華人民共和国によって構築された、アメリカ以外では初めてのペタFLOPS級のスーパーコンピュータである。
TH-Iは、湖南省長沙市の国防科学技術大学により開発された。2009年10月29日に最初に公表され、2009年11月のTOP500ランキングで世界で5番目に高速なスーパーコンピュータとされた。天河一号はTOP500のテスト時には 563 テラFLOPSを達成したが、キャパシティ（ピーク時性能）は 1.042 ペタFLOPSである。TH-Iは Xeon プロセッサを、5120個のAMD GPUと一緒に使用している。オペレーティングシステムはLinuxカーネルベースのものが使用されている。天津市の国立スーパーコンピュータセンターに設置され、石油探査やフライトシミュレーションなどの計算に使用されている。
Tianhe-1Aへの改修の際は、GPUをAMD製からNVIDIA製に変更し、CPU (Xeon X5670 2.93GHz) を1万4336個、GPU (NVIDIA Tesla 2050) を7168個の構成とする。また、NUDTが独自開発したストリームプロセッサFT-1000をインターコネクト用として採用している。これにより、LINPACKテストで2.566ペタFLOPS (理論値4.701 PFLOPS、実行効率55%)の性能を達成し、2010年11月のTOP500の第一位となった。
2015年4月10日にアメリカ合衆国商務省は中国の核研究にTianhe-1Aが使われていたことからプロセッサを提供していたインテル社とNVIDIAに中国の核研究へ関与する機関への輸出を禁止した。

## 参照
1. ↑  TOP500 List - November 2010
2. ↑   China’s Defense University builds World Third fastest supercomputer, www.china-defense-mashup.com, (Posted on 29 October 2009 by admin) 2009年10月29日閲覧。
3. ↑   (（中国語）) 我国首台千万亿次超级计算机研制成功 (China builds its first petaFLOP level supercomputer), SINA.com News and XinhuaNet.com News, (2009年10月29日 12:07 (Oct 29, 2009; 12:07 P.M. Beijing local time)) 2009年10月29日閲覧。
4. ↑  “China joins supercomputer elite”. BBC. (2009年11月16日) 2009年11月16日閲覧。
5. 1 2  “Two Rival Supercomputers Duke It out for Top Spot”. PC World. (2009年11月15日) 2009年11月16日閲覧。
6. ↑  “Most Powerful Supercomputer in the World Powered by the Six-Core AMD Opteron Processor”. (2009年11月16日)
7. ↑  “Top500.org”.   Top500.org. 2009年11月16日閲覧。
8. ↑  https://xtech.nikkei.com/dm/article/NEWS/20101115/187384/
9. ↑  “US nuclear fears block Intel China supercomputer update”. 2015年4月19日閲覧。
10. ↑  “中国製スパコンの核研究利用が判明、米国がチップ輸出を禁止”. CNN (2015年4月12日). 2016年8月18日閲覧。